# Junketsu no Maria
Junketsu no Maria (яп. 純潔のマリア, досл. «Непорочна Марія») — манґа за авторством Ісікави Масаюкі та аніме-серіал, заснований на цій манзі.

## Сюжет
Події розгортаються під час Сторічної війни. Головна героїня — могутня відьма на ім'я Марія намагається припинити війну, через це отримає покарання від Архангела Михаїла: у випадку втрати її цноти, вона втратить свої магічні сили.

## Персонажі
Марія (яп. マリア; Маріа)  — головна героїня аніме та манґи, молода незаймана відьма.
- Сейю — Канемото Хісао[4]

Артеміда (яп. アルテミス; Арутемісу)  — сукуб, що була створена Марією для зниження бойового духу військових.
- Сейю  — Хікаса Йоко[4]

Пріап (яп. プリアポス; Пуріапосу)  — інкуб, якого Марія створила для ЛГБТ-військових.
- Сейю  — Комацу Мікако[4]

Єзекиїль (яп. エゼキエル; Едзекіеру) — підручний Архангела Михаїла.
- Сейю — Ханадзава Кана[4]

Джозеф (яп. ジョセフ; Дзьодзефу) — Слуга Ґійому, коханий Марії.
- Сейю — Оно Кеншьо[4]

Анна (яп. アン; Ан) — дівчинка, яка зустрічається з Марією.
- Сейю — Какума Ай[4]

Бонне (яп. ボンネ; Бонне) — матір Анни та донька Марти.
- Сейю — Кейчьо Юка[4]

Марта (яп. マーサ; Маса) — бабуся Анни.
- Сейю — Ічіджьо Міюкі[4]

Ґійом (яп. ギヨーム; Ґійому) — дядько Бернара.
- Сейю — Шімада Бін[4]

Вів (яп. ビブ; Бібу) — англійська відьма.
- Сейю — Ното Маміко[4]

Бернар (яп. ベルナール; Берунару) — хитрий та хортьський католицький чернець.
- Сейю — Сакурай Такахіро[4]

Михаїл (яп. ミカエル; Мікаеру) — головний янгол.
- Сейю — Іноуе Кікуо[4]